# Prigradska ostijska biskupija
Katolička prigradska biskupija Ostia je crkveno područje koje se nalazi unutar metropolitanskog grada Rima u Italiji. Jedna je od sedam prigradskih biskupija.
Sadašnji biskup je kardinal Giovanni Battista Re. Od 1150. godine njezin je biskup - dekan kardinalskog zbora. Biskupijska katedrala je Basilica di Sant'Aurea.